# Dom handlowy „Magda”
Dom handlowy „Magda” (dawn. Dom gospodyni „Magda”) – modernistyczny dom towarowy znajdujący się w Łodzi przy ul. Piotrkowskiej 30/32, wzniesiony w latach 1964–1967.

## Historia
Pierwotnie na działce, na której zlokalizowany jest Dom Handlowy „Magda”, funkcjonował w budynku zbudowanym w 1907 r. przez Teodora Junoda i Eduarda Vortheila teatr „Urania” (ówczesny adres u. Cegielniana 32), który przeniesiono w to miejsce z ul. Piotrkowskiej 21. Swoje pierwsze kroki na scenie teatru stawiał syn Teodora – Eugeniusz Bodo. W teatrze odbywały się również seanse kinematograficzne. Obiekt miał 250 miejsc. „Uranię” odwiedzał również Julian Tuwim. Budynek rozebrano po II wojnie światowej.
Pierwsze informacje medialne o powstaniu Domu Gospodyni pojawiły się wiosną 1960 r. 22 lipca 1961 r. na miejscu rozbieranych budynków urządzono prowizoryczny skwer. Budowę Domu Gospodyni, zaprojektowanego przez Jerzego Wilka i Antoniego Beilla, rozpoczęto w maju 1964 r. W 1965 r. „Dziennik Łódzki” ogłosił konkurs na nazwę Domu Gospodyni, a w październiku wyłoniono imię „Magda”. Dom otwarto w styczniu 1967 r., początkowo znajdowały się w nim: SAM spożywczy, sklepy z artykułami chemicznymi oraz artykułami gospodarstwa domowego, a także salon kosmetyczny.
W „Magdzie” w 1995 r. powstała pierwsza w Łodzi placówka sieci McDonald’s, którą zamknięto w 2015 r.
Na placu przed „Magdą” od 2002 r. stoi rzeźba Marcela Szytenhelma „Twórcy Łodzi Przemysłowej”.
Dom Handlowy „Magda” został ukazany w filmie „Wesela nie będzie” Waldemara Podgórskiego z 1978 r. Wchodzi tam główny bohater Wojtek (Krzysztof Stroiński), w celu zrobienia zakupów dla swojej partnerki – Małgośki (Anna Dymna).

## Architektura
Budynek ma prostą, oszczędną, modernistyczną bryłę, odstającą od otoczenia, które stanowią wielkomiejskie, eklektyczne kamienice. Niemniej budynek nie przytłacza sąsiadującej zabudowy ze względu na fakt, iż nawiązuje wysokością do sąsiadujących budynków.